# Корзика
Корзика (фр. Corse, корз. и итал. Corsica) је медитеранско острво које припада Француској. Налази се западно од Италије, југоисточно од копнене Француске и северно од италијанског острва Сардиније. Планине чије једну трећину острва, формирајући један планински ланац.
Корзика је такође и један од 27 региона Француске. Састоји се од два департмана, Јужна и Горња Корзика, са регионалним центром у Ајачу, префектурални градом Јужне Корзике. Бастија, префектурални град Горње Козике, је други град по величини на острву.
Након пада власти републике Ђенове, Корзика постаје независна и формира се Корзичка република 1755. године која постоји све до француског освајања Корзике 1769. године. Корзичка култура садржи елементе француске и италијанске културе и устав Републике је био написан на италијанско језику. Корзички језик је признат као регионални језик.
Француски цар Наполеон I Бонапарта је рођен 1769. године у Ајачу.

## Историја
Корзика је била под утицајем Картагине или у саставу Картагине све до 237. п. н. е., када долази под Римску републику. Под Римом је била до доласка Вандала 430. Под Византијом је од 522.
Касније острво мења господаре, укључујући Арапе (Мауре) и Ломбарде, док није пала 1282. под Ђенову после битке код Мелорије против Пизе. Корзика углавном остаје под Ђеновом до 1768, с тиме да је била под Арагоном од 1296. до 1434. и под Француском од 1553. до 1559. Француска је купила Корзику 1768.
Значајна личност корзичке историје је генерал Паскал Паоли (1725—1807.), који се борио за корзичку независност и против Ђенове и против Француске. Са њим Корзика добија свој амблем маварске главе, по периоду Маварске власти (850—1034).

## Географија
Корзика има 1000 km обале и више од 200 плажа. Већином је то планинско острво са највишим врхом од 2706 m. Има око 20 врхова са преко 2.000 m. Од Сардиније је одвојена Бонифацијским мореузом.
Корзика је са својих 8,680 km² четврто највеће острво у Медитерану.
Највећи градови су:
- Ајачо
- Бастија
- Корт
- Сартен
- Сен Флоран
- Калви
- Л'Ил Рус
- Порт Вексио
- Бонифачо

### Клима
Према Кепенова класификацији климата, обалски региони су карактерисани медитеранском климом са топлим летима (Csa). Даље у унутрашњости, медитеранска клима са блажим летима је уобичајенија (Csb). На локацијама највиших елевација, мале области са субартичком климом (Dsc, Dfc) и ретке области са медитеранском климом хладних лета (Csc) се могу наћи.
Станица Сари-Солензара води евиденцију о највишим температурама током целе године. Забележени годишњи просек је 16,41 °C током периода 1981–2010. Број сунчаних сати током тог периода није познат, али се зна да било 2715 сунчана сата током 2008–2016.
| Клима Сари-Солензара, југоисточни део острва | Клима Сари-Солензара, југоисточни део острва | Клима Сари-Солензара, југоисточни део острва | Клима Сари-Солензара, југоисточни део острва | Клима Сари-Солензара, југоисточни део острва | Клима Сари-Солензара, југоисточни део острва | Клима Сари-Солензара, југоисточни део острва | Клима Сари-Солензара, југоисточни део острва | Клима Сари-Солензара, југоисточни део острва | Клима Сари-Солензара, југоисточни део острва | Клима Сари-Солензара, југоисточни део острва | Клима Сари-Солензара, југоисточни део острва | Клима Сари-Солензара, југоисточни део острва | Клима Сари-Солензара, југоисточни део острва |
| Показатељ \ Месец                            | .Јан.                                        | .Феб.                                        | .Мар.                                        | .Апр.                                        | .Мај.                                        | .Јун.                                        | .Јул.                                        | .Авг.                                        | .Сеп.                                        | .Окт.                                        | .Нов.                                        | .Дец.                                        | .Год.                                        |
| -------------------------------------------- | -------------------------------------------- | -------------------------------------------- | -------------------------------------------- | -------------------------------------------- | -------------------------------------------- | -------------------------------------------- | -------------------------------------------- | -------------------------------------------- | -------------------------------------------- | -------------------------------------------- | -------------------------------------------- | -------------------------------------------- | -------------------------------------------- |
| Максимум, °C (°F)                            | 13,6 (56,5)                                  | 14,0 (57,2)                                  | 15,9 (60,6)                                  | 18,1 (64,6)                                  | 22,2 (72)                                    | 26,1 (79)                                    | 29,4 (84,9)                                  | 29,7 (85,5)                                  | 26,3 (79,3)                                  | 22,1 (71,8)                                  | 17,4 (63,3)                                  | 14,3 (57,7)                                  | 20,76 (69,37)                                |
| Просек, °C (°F)                              | 9,7 (49,5)                                   | 9,8 (49,6)                                   | 11,6 (52,9)                                  | 13,7 (56,7)                                  | 17,8 (64)                                    | 21,3 (70,3)                                  | 24,5 (76,1)                                  | 24,8 (76,6)                                  | 21,7 (71,1)                                  | 18,0 (64,4)                                  | 13,6 (56,5)                                  | 10,7 (51,3)                                  | 16,41 (61,54)                                |
| Минимум, °C (°F)                             | 5,8 (42,4)                                   | 5,6 (42,1)                                   | 7,3 (45,1)                                   | 9,3 (48,7)                                   | 12,9 (55,2)                                  | 16,5 (61,7)                                  | 19,5 (67,1)                                  | 19,9 (67,8)                                  | 17,1 (62,8)                                  | 13,9 (57)                                    | 9,8 (49,6)                                   | 7,1 (44,8)                                   | 12,06 (53,71)                                |
| Количина падавина, mm (in)                   | 71,1 (2,799)                                 | 58,3 (2,295)                                 | 61,2 (2,409)                                 | 79,9 (3,146)                                 | 45,8 (1,803)                                 | 25,1 (0,988)                                 | 12,1 (0,476)                                 | 28,4 (1,118)                                 | 88,3 (3,476)                                 | 125,6 (4,945)                                | 94,2 (3,709)                                 | 103,7 (4,083)                                | 793,7 (31,248)                               |
| Дани са падавинама (≥ 1 mm)                  | 6,2                                          | 6,1                                          | 6,5                                          | 7,5                                          | 4,9                                          | 3,0                                          | 1,5                                          | 2,2                                          | 4,8                                          | 7,1                                          | 8,1                                          | 8,7                                          | 66,6                                         |
| Извор:                                       |                                              |                                              |                                              |                                              |                                              |                                              |                                              |                                              |                                              |                                              |                                              |                                              |                                              |

| Клима Ајача, централно западни део острва | Клима Ајача, централно западни део острва | Клима Ајача, централно западни део острва | Клима Ајача, централно западни део острва | Клима Ајача, централно западни део острва | Клима Ајача, централно западни део острва | Клима Ајача, централно западни део острва | Клима Ајача, централно западни део острва | Клима Ајача, централно западни део острва | Клима Ајача, централно западни део острва | Клима Ајача, централно западни део острва | Клима Ајача, централно западни део острва | Клима Ајача, централно западни део острва | Клима Ајача, централно западни део острва |
| Показатељ \ Месец                         | .Јан.                                     | .Феб.                                     | .Мар.                                     | .Апр.                                     | .Мај.                                     | .Јун.                                     | .Јул.                                     | .Авг.                                     | .Сеп.                                     | .Окт.                                     | .Нов.                                     | .Дец.                                     | .Год.                                     |
| ----------------------------------------- | ----------------------------------------- | ----------------------------------------- | ----------------------------------------- | ----------------------------------------- | ----------------------------------------- | ----------------------------------------- | ----------------------------------------- | ----------------------------------------- | ----------------------------------------- | ----------------------------------------- | ----------------------------------------- | ----------------------------------------- | ----------------------------------------- |
| Максимум, °C (°F)                         | 13,3 (55,9)                               | 13,7 (56,7)                               | 15,0 (59)                                 | 17,4 (63,3)                               | 20,9 (69,6)                               | 24,5 (76,1)                               | 27,6 (81,7)                               | 27,7 (81,9)                               | 25,4 (77,7)                               | 22,0 (71,6)                               | 17,5 (63,5)                               | 14,4 (57,9)                               | 19,95 (67,91)                             |
| Просек, °C (°F)                           | 8,6 (47,5)                                | 9,0 (48,2)                                | 10,1 (50,2)                               | 12,3 (54,1)                               | 15,7 (60,3)                               | 19,1 (66,4)                               | 21,9 (71,4)                               | 22,1 (71,8)                               | 19,9 (67,8)                               | 16,7 (62,1)                               | 12,6 (54,7)                               | 9,6 (49,3)                                | 14,80 (58,64)                             |
| Минимум, °C (°F)                          | 3,9 (39)                                  | 4,3 (39,7)                                | 5,3 (41,5)                                | 7,3 (45,1)                                | 10,6 (51,1)                               | 13,8 (56,8)                               | 16,2 (61,2)                               | 16,5 (61,7)                               | 14,4 (57,9)                               | 11,4 (52,5)                               | 7,7 (45,9)                                | 4,8 (40,6)                                | 9,68 (49,42)                              |
| Количина падавина, mm (in)                | 73,8 (2,906)                              | 69,7 (2,744)                              | 58,1 (2,287)                              | 52,0 (2,047)                              | 40,2 (1,583)                              | 19,0 (0,748)                              | 11,0 (0,433)                              | 19,9 (0,783)                              | 43,6 (1,717)                              | 87,0 (3,425)                              | 95,9 (3,776)                              | 75,5 (2,972)                              | 645,7 (25,421)                            |
| Дани са падавинама (≥ 1 mm)               | 8,9                                       | 8,7                                       | 8,3                                       | 7,2                                       | 5,7                                       | 2,8                                       | 1,3                                       | 2,4                                       | 4,3                                       | 7,3                                       | 8,6                                       | 9,1                                       | 74,6                                      |
| Сунчани сати — месечни просек             | 133,3                                     | 145,0                                     | 189,1                                     | 225,0                                     | 282,1                                     | 321,0                                     | 365,8                                     | 331,7                                     | 264,0                                     | 210,8                                     | 150,0                                     | 127,1                                     | 2.744,9                                   |
| Извор: Хонкошка опсерваторија             |                                           |                                           |                                           |                                           |                                           |                                           |                                           |                                           |                                           |                                           |                                           |                                           |                                           |

| Клима Бастије, североисточни део острва                | Клима Бастије, североисточни део острва | Клима Бастије, североисточни део острва | Клима Бастије, североисточни део острва | Клима Бастије, североисточни део острва | Клима Бастије, североисточни део острва | Клима Бастије, североисточни део острва | Клима Бастије, североисточни део острва | Клима Бастије, североисточни део острва | Клима Бастије, североисточни део острва | Клима Бастије, североисточни део острва | Клима Бастије, североисточни део острва | Клима Бастије, североисточни део острва | Клима Бастије, североисточни део острва |
| Показатељ \ Месец                                      | .Јан.                                   | .Феб.                                   | .Мар.                                   | .Апр.                                   | .Мај.                                   | .Јун.                                   | .Јул.                                   | .Авг.                                   | .Сеп.                                   | .Окт.                                   | .Нов.                                   | .Дец.                                   | .Год.                                   |
| ------------------------------------------------------ | --------------------------------------- | --------------------------------------- | --------------------------------------- | --------------------------------------- | --------------------------------------- | --------------------------------------- | --------------------------------------- | --------------------------------------- | --------------------------------------- | --------------------------------------- | --------------------------------------- | --------------------------------------- | --------------------------------------- |
| Максимум, °C (°F)                                      | 13,6 (56,5)                             | 13,8 (56,8)                             | 15,6 (60,1)                             | 17,8 (64)                               | 22,0 (71,6)                             | 25,8 (78,4)                             | 29,1 (84,4)                             | 29,3 (84,7)                             | 25,8 (78,4)                             | 21,9 (71,4)                             | 17,4 (63,3)                             | 14,5 (58,1)                             | 20,55 (68,97)                           |
| Просек, °C (°F)                                        | 9,1 (48,4)                              | 9,4 (48,9)                              | 10,8 (51,4)                             | 12,9 (55,2)                             | 16,3 (61,3)                             | 20,0 (68)                               | 23,2 (73,8)                             | 23,3 (73,9)                             | 20,6 (69,1)                             | 17,1 (62,8)                             | 12,9 (55,2)                             | 10,1 (50,2)                             | 15,48 (59,85)                           |
| Минимум, °C (°F)                                       | 5,1 (41,2)                              | 4,9 (40,8)                              | 6,7 (44,1)                              | 8,8 (47,8)                              | 12,4 (54,3)                             | 16,0 (60,8)                             | 19,0 (66,2)                             | 19,4 (66,9)                             | 16,5 (61,7)                             | 13,3 (55,9)                             | 9,2 (48,6)                              | 6,3 (43,3)                              | 11,47 (52,63)                           |
| Количина падавина, mm (in)                             | 67 (2,64)                               | 57 (2,24)                               | 60 (2,36)                               | 76 (2,99)                               | 50 (1,97)                               | 41 (1,61)                               | 13 (0,51)                               | 21 (0,83)                               | 81 (3,19)                               | 127 (5)                                 | 114 (4,49)                              | 93 (3,66)                               | 800 (31,49)                             |
| Сунчани сати — месечни просек                          | 134                                     | 158                                     | 192                                     | 214                                     | 268                                     | 296                                     | 345                                     | 304                                     | 232                                     | 176                                     | 133                                     | 128                                     | 2.580                                   |
| Извор: 2004, страна 618 и Météo-France, подаци за период 1981–2010 |                                         |                                         |                                         |                                         |                                         |                                         |                                         |                                         |                                         |                                         |                                         |                                         |                                         |

## Екологија
Острво има медитеранску климу, са врућим сухим летима и благим, кишним зимама. Вегетација Корзике чине медитеранске шуме, макије и шуме.
Већина обалног појаса је искрчена за потребе пољопривреде и пашњака, тако да је то заједно са сечом шума битно смањило планинске шуме.
Национални парк је створен 1972. и представља заштиту за хиљаде ретких животиња и птица. Парк је заштићен и до њега се може доћи само једрењем. Две угрожене животињске врсте су муфлон и корзички црвени јелен, који је ендемска животиња.

## Управа
Главни град је Ајачо. Корзика је подељена на два департмана: Јужну Корзику и Горњу Корзику. Та два департмана су створена 1975. цепањем јединственог департмана Корзика. Пропали су задњи покушаји добијања аутономије. Није успио референдум из 2003, по коме су департмани требало да буду укинути, а Корзика добити већа права.

## Привреда
Туризам игра највећу улогу у економији Корзике. Угодна клима, прелепе планине и прекрасне плаже привлаче туристе из Француске и Европе. Острво још увек није достигло ниво развоја осталих француских регија, па је још увек релативно мало угрожено индустријским развојем.

## Политика
На острву постоји неколико покрета, од којих се једни залажу за већу аутономију у Француској, а други за независност. Аутономаши се залажу за корзички језик, више права локалној власти и за изузећа од пореза.
Француска влада се противи пуној независности острва. Током 1970—их било је доста бомбашких напада и атентата од стране терористичких група, које су на тај начин покушале постићи независност Корзике. Значајан догађај је био убиство префекта Клода Ерињака 1998.
Многе од група, које се залажу за независност изнуђују новац, релативно слично сицилијанској мафији. Изнуђивање новца наводно служи циљевима ослобађања острва од Француске. Током 2000. председник владе Лионел Жоспен најавио је давање веће аутономије Корзики у замену за крај насиља. Предложена аутономија значила би посебно већу заштиту корзичког језика.